# Heroes Chronicles
Heroes Chronicles é uma série desenvolvida pela New World Computing e distribuída pela 3DO. A intenção da série era de atrair jogadores casuais para Heroes of Might and Magic. Como parte dessa estratégia, cada parcela de Heroes Chronicles foi lançado como um custo baixo contendo uma curta campanha single-player, e o nível de dificuldade de cada campanha era baixo.
Todos os jogos da série Chronicles eram baseados na mesma jogabilidade e engine de Heroes of Might and Magic 3. As opções de cenário aleatório e jogos multiplayer não foram inclusos.

## Jogos
A série é composta de cinco episódios, e mais dois episódios para download Os dois primeiros títulos Warlords of the Wasteland e Conquest of the Underworld foram lançados no dia 27 de setembro de 2000. Os seguintes episódios Clash of the Dragons e Masters of the Elements foram lançados pouco tempo depois, no dia 15 de novembro de 2000. No meio-tempo a 3DO ofereceu para download grátis o episódio, The World Tree que poderia ser instalado em qualquer sistema com pelo menos dois episódios da série. Da mesma forma The Fiery Moonpoderia ser instalado com pelo menos três episódios da série. Por último The Sword of Frost e Revolt of Beastmasters foram lançados juntos sob o nome The Final Chapters no dia 1 de junho de 2001.

## História

### Warlords of the Wasteland
Muitos séculos antes dos acontecimentos de Heroes of Might and Magic III, no continente Antagarich, Tarnum aprende a partir de um bardo moribundo que bárbaros ja foram uma vez gloriosos. Contos de um bárbaro chamado Jarg inspiram Tarnum para libertar o povo bárbaro do governo dos Reis-Magos de Bracaduun. Ele nomeia Hardac como um conselheiro. Tarnum é primeiro considerado um rebelde, mas como ele se torna mais influente, os reis-magos começam a levá-lo mais a sério. Um mago chamado Kurl captura os quatro bardos restantes e ameaça matá-los se Tarnum não desmantelar o seu exército e se render. Tarnum, no entanto, derrota Kurl a tempo de salvar três dos bardos. Percebendo a sua necessidade de mais forças, Tarnum escraviza o povo dos Mudlanders nas proximidades, a fim de fortalecer seus exércitos. Juntas, as duas forças de reconquistam suas terras.
Não satisfeito, Tarnum conduz um exército do leste até à muralha da colina (as montanhas fortificadas entre as terras bárbaras e Bracaduun). O filho de Hardac, Tordac, é morto em batalha. Depois de romper a muralha da colina, Tarnum parte para o norte para buscar o auxílio de uma tribo de bárbaros que foram seguidores de Jarg, após pilhar várias aldeias ele descobre o cadáver de sua irmã mais velha. As irmãs de Tarnum foram levadas pelos reis-magos há muito tempo, pois cada família só foi permitida uma criança. Ela foi morta pelo próprio exército. Os bárbaros da área acham Tarnum cruel e tirano. Os próprios homens de Tarnum começam a abandoná-lo por causa de sua insanidade e agressividade. Eventualmente, Tarnum envenana seus conselheiros remanescentes durante uma festa. Tarnum comanda o que sobrou de seus seguidores para destruir o que resta do Império de Bracaduun. No cenário final, Tarnum encontra seu pai que está preocupado com as coisas que ele  ouviu falar sobre seu filho. O pai de Tarnum morre na cama, pouco antes do filho terminar a conquista do Castelo de Steelhorn, o forte final de Bracaduun.
Poucos anos depois da queda de Bracaduun, um cavaleiro chamado Rion Gryphonheart dá origem a um novo reino conhecido como Erathia. Rion Gryphonhart eventualmente encontra Tarnum na batalha e o mata. A alma Tarnum entra na Sala do julgamento, onde três deuses bárbaros conhecidos como os ancestrais que o consideram indigno de entrar no Paraíso. Em vez disso, ele está de volta ao continente de Antagarich como um imortal, para redimir-se das terríveis atrocidades que ele fez.

### Conquest of the Underworld
Em Conquest of the Underworld alguns anos após a morte de Rion Gryphonheart, sua alma é roubada do Paraíso e levado para as profundezas do submundo. Os ancestrais enviam Tarnum para ajudar a rainha Allison de Erathia e salvar a alma de seu pai. No primeiro nível do submundo, Tarnum procura o artefato Orb of Inhibition para que o barqueiro leve-o ao próximo nível. Allison pretende acompanhar Tarnum na batalha, mas Tarnum insiste que ela fique para trás.
Na segundo nível do submundo, Tarnum e seus homens são afetados por fantasmas de seu passado. De seus pesadelos, Tarnum descobre que sua irmã mais velha foi quase morta por seus exércitos bárbaros, mas foi salva por Rion Gryphonheart e mais tarde ficou grávida dele. Tarnum descobre que esta criança é Allison, e mantém sua identidade escondida de seus homens. Depois de enfrentar os necromantes, para chegar ao terceiro nível, Tarnum descobre o nome do demônio que roubou a alma de Rion. Seu nome é Jorm, e ele vive nas camadas inferiores do submundo.
Deezelisk, Duke of the Bottom, é um poderoso demônio que já tentou invadir Erathia, mas foi derrotado na batalha e cegado por Rion Gryphonheart quando ele tentou ganhar uma posição no mundo superior. Tarnum busca o artefato Pendant of Second Sight para restaurar a visão Deezelisk em troca de localização Jorm. Durante este tempo, o capitão de Tarnum, Mensor, da informação,Tarnum descobre quem realmente é, mas ele decide ficar quieto quando Tarnum diz a ele que Allison é sua sobrinha. Tarnum mata Jorm e salva a alma de Rion Gryphonheart.
Durante a batalha contra Jorm, as forças Deezelisk voltam-se contra Allison e Allison é seqüestrada. Os demônios matam Tarnum e todas as suas forças, mas ele retorna, devido a seu papel como o herói imortal e consegue escapar do campo de batalha. Rion perdoa o espírito Tarnum, e depois de reagrupar suas forças dispersas e lutar algumas batalhas importantes, Tarnum derrota Deezelisk e salva Allison. No dia que Tarnum seria nomeado protetor de Allison, ele silenciosamente sai do castelo da rainha. Allison nunca vê Tarnum novamente.

### Revolt of the Beastmasters
Em Revolt of the Beastmasters os ancestrais enviam Tarnum para libertar o Mudlanders do controle de Erathia. Mesmo após centenas de anos de escravidão, os Mudlanders estão determinados a derrubar seus senhores. Tarnum nomeia o Gnoll, Brellick, como um capitão e a bruxa Adamina, como sua assessora. Ele também treina Droglo, um garoto humano que foi criado por Mudlanders. Os Mudlanders derrotam a oposição do Lord Onsten e Barão Paglon antes do Mad King Gryphonheart de Erathia levar a rebelião a sério.
Mad King Gryphonheart envia seu filho Niven para acabar com a rebelião no território de Earl Rambert, embora ele secretamente pensa que seu filho irá falhar. Tarnum captura o príncipe Niven e mostra-lhe o que a escravidão fez aos Mudlanders. Niven alia-se à Tarnum, e ele é solto da sua prisão. O Mudlanders forçam Rambert a recuar para outro castelo e ele deixa muitos de seus prisioneiros para trás. Quando Rambert ameaça matar os prisioneiros, incluindo Adamina, se Tarnum não retornar Niven, Tarnum envia Brellick, Droglo e Niven a fazer a troca após prender Niven de modo que ele se pareça com um prisioneiro. No entanto, Rambert arma uma emboscada e mata Brellick. Droglo logo depois mata Rambert, e os Mudlanders logo ganham a batalha. Para se preparar para a batalha final contra o Mad King Gryphonheart, Tarnum envia Droglo para solicitar a ajuda dos bárbaros de Krewlod (Wastelands).
Adamina e outras mulheres sábias da nação Mudlander chamam o novo reino de "Tatalia", palavra que significa "comunidade" na língua Mudlander esquecido agora apenas conhecido por bruxas. Em Erathia, os nobres descontentes com Mad King Gryphonheart nomeiam Niven como seu novo rei. O rei Niven monta um exército para se juntar ao exército de Tatalia na luta contra os apoiantes remanescentes do velho rei. Droglo finalmente descobre a identidade Tarnum como o herói imortal, mas admite que ele mudou. Tarnum e Mad King Gryphonheart reúnem-se em batalha. No entanto, Tarnum é imortal, e ele vai para longe antes que seu corpo possa ser enterrado. Droglo se torna o novo líder da Tatalia

### Masters of the Elements
Em Masters of the Elements uma trégua de dez mil anos entre os Senhores Elementais do Ar, Terra, Água e Fogo chega ao fim. Os ancestrais enviam Tarnum para parar esta contenda antes que ela destrua o mundo material. A única forma de acesso aos planos elementais é tomar o controle do último Conflux. Usando as forças de Gavin Magnus, o imortal grão-vizir de Bracada, Tarnum conquista o Conflux e descobre a localização do Portal para as Nuvens.
Ao alcançar o plano elemental do ar, Tarnum descobre que Shalwend, Senhor do Ar, já partiu de seu reino. Quando Shalwend destrói o Portal para as Nuvens atrás Tarnum, Tarnum é forçado a encontrar uma outra maneira de regressar ao seu mundo. Ele deve se tornar um mestre de todos os quatro elementos antes de voltar a Antagarich. Em seguida, ele viaja para o plano da água, onde ele descobre que Acwalander, o Senhor da Água, deixou seu reino também.
No plano da Terra, Tarnum fica chocado ao descobrir que Reamus (um mago que viajou para o plano 200 anos antes) ainda está vivo. Apenas 16 anos se passaram sobre o plano da terra naquela época. Como Gralkor, o Senhor da Terra, também deixou o seu plano, Tarnum e seus homens percebem que os Senhores Elementais estão usando as variações de tempo entre o mundo material e os planos elementais, a fim de ganhar uma posição no mundo material antes de Tarnum poder retornar.
Enquanto no plano de fogo, Reamus e Barsolar (primo do rei Magnus e assessor de Tarnum) aprendem do plano da magia. A magia liga os elementos juntos, então eles sabem que lhes dará a vantagem de que necessitam contra os Senhores Elementais. Depois de receber a ajuda dos elementais mágicos e retornar para o plano de fogo para libertar as fênixes escravizadas por Pyrannaste, Senhor do Fogo, Tarnum lidera seu exército de volta ao mundo material.
Trinta anos se passaram no mundo desde que Tarnum partiu. Magnus traz um exército para apoiar Tarnum. Enquanto estão no acampamento trocam histórias. Tarnum descobre que um de seus Behemoths matou Magnus séculos atrás, na batalha de Castelo Steelhorn, e que de alguma forma Magnus acordou imortal, e mais tarde se tornou rei de Bracada. No entanto, Tarnum ve Magnus ser arrogante e hipócrita, recusando-se a consorciar-se com ele. Uma vez que os Senhores Elementais são derrotados, Tarnum envia as suas tropas de volta para seus planos. Ele friamente permite que Gavin Magnus saiba que os elementais nunca mais voltarão a Antagarich (Mas retornam em Armageddon's Blade), em seguida, solicita aos Elementais mágicos para destruir todos os Confluxes e todos os registros dos planos elementais antes de retornar a sua vida como um bárbaro.

### The World Tree
Em The World Tree Tarnum ouve uma voz em seus sonhos lhe dizendo "Salve a Árvore do Mundo!" Ele viaja centenas de quilômetros a nordeste de uma caverna antiga e junta-se os remanescentes de uma tribo de bárbaros, aparentemente destinada a protegê-la. Recentemente, necromantes invadiram a caverna, então Tarnum assume que os ancestrais mandaram ele para parar os necromantes de destruir a Árvore do Mundo. Ele aprende a partir de cinco xamãs na área que a Árvore do Mundo traz a vida a todas as coisas. No entanto, ele ainda não sabe onde ou o que é. Mais a fundo nas cavernas, Tarnum encontra uma tribo de bárbaros que está trabalhando com os necromantes. Eles alegam seguir Vorr, um dos três ancestrais que se transformou em um Deus bárbaro de guerra.
Tarnum entra em uma caverna exuberante, acreditando ser próxima à Árvore do Mundo. Tarnum acha que se ele conseguir convencer os bárbaros a não seguir Vorr, Vorr irá enfraquecer. O líder mortal dos Seguidores de Vorr, o rei Targor, segue o modelo de governo de Tarnum o Tirano, assim Tarnum envia Grumba, um ogro que é seu segundo em comando, para procurar o artefato Pendant of Total Recall. Isso permitirá que Targor veja as experiências que Tarnum foi forçado a submeter-se durante todos os séculos após seu reinado tirânico, e espera terminar a loucura Targor.
Um elfo druida chamado Nilidon que vem para ajudar Tarnum diz a ele que o sistema de túneis é de fato a Árvore do Mundo, também conhecida como as Raízes da Vida. Tarnum encontra o Pendant of Total Recall, deixando Targor ver o erro em seus caminhos. Targor volta seu exército contra Vorr e morre ao lutar contra ele. Vorr desiste de destruir a Árvore do Mundo, e os bárbaros restantes matam os necromantes restantes. Tarnum descobre que a Árvore do Mundo vai se recuperar a tempo enquanto ele faz o seu caminho para sair da Raízes da Vida para procurar Vorr.

### The Fiery Moon
Em The Fiery Moon  uma consequência direta da Árvore do Mundo, Tarnum continua sua busca por Vorr e os outros dois ancestrais. Ao longo do caminho, ele encontra um familiar ferido chamado Skizzik que fugiu dos exércitos de Vorr. Skizzik conta a Tarnum que os ancestrais estão presos na Lua de Fogo, que só pode ser alcançada através da Ponte Espumante. A Ponte Espumante é uma antigo portal capaz de viajar para todo mundo no universo. Ele foi guardado pelos elementais, desde os primórdios do tempo e requer o artefato Ring of the Wayfarer para ser operado.
Tarnum viaja à Lua de Fogo e liberta os dois ancestrais restantes de Xyron, o carcereiro. Os ancestrais dão a Tarnum a seiva da Árvore do Mundo, que irá ajudá-lo a curar seu irmão, Vorr. No entanto, Tarnum perde a batalha contra o exército de Vorr. Grumba também morre na batalha, mas Skizzik sobrevive. Depois de reconstruir suas forças, Tarnum tem a intenção de matar Vorr, mas os outros ancestrais convencem-no a utilizar a seiva porque se Tarnum matar Vorr, ele e os outros ancestrais morrerão. Tarnum chega a Vorr e dá-lhe a seiva que cura sua loucura. Pela primeira vez, Tarnum sente que ele realmente pode mudar a sua maneira bárbara de ser.

### Clash of the Dragons
Em Clash of the Dragons, os dragõesdo bem saem de AvLee. Tendo vivido com estes dragões por vinte anos, Tarnum sai em uma busca para encontrá-los. Ele deixa Adrienne, a bruxa do fogo, para cuidar do menino órfão Waerjak enquanto ele se foi. Tarnum nomeia o anão Kurbon como o seu mestre de suprimentos, e os elfos nomeiam o druida Aspen como conselheiro de Tarnum. Tarnum e Aspen freqüentemente jogam xadrez juntos, mas as táticas agressivas Tarnum de levam-no a perder toda vez.
Tarnum fala ao Dragontalker sobre o desaparecimento dos dragões do bem. O Dragontalker diz a Tarnum de Mutare, um suserano que usou o artfato Vial of Dragon's blood para se transformar na Rainha Dragão de Nighon, assim, escravizando todos os dragões a sua vontade. Tarnum rouba este frasco e usa-o sobre o seqüestrado Gold Dragon Mother, a fim de restaurar os dragões do bem para seu eu normal. Enquanto ele faz isso, ele resgata Valita de uma prisão demoníaca. Aspen, uma vez que uma grande espiã, suspeita da capitã Valita de espionar para Nighon, mas Tarnum se recusa a acreditar nisso.
Tarnum continua a batalha contra Mutare, mesmo depois dela ganhar o poder sobre os poderosos Rust, Crystal e Azure Dragons. Para ganhar uma vantagem sobre Mutare, Tarnum pede a ajuda dos dragões-fada. Aspen capta a harpia espiã que carrega relatórios para Nighon. A harpia diz que as notas estão presas a uma árvore com uma flecha verde e preta (as cores das setas de Valita). Tarnum percebe que Kurbon é o espião, porque ele conhece todos os movimentos das tropas e fornece material para as flechas de Valita quem ele treinou, enquanto na Guarda Florestal. Kurbon atira em Aspen (que morre uma semana depois) antes de fugir para Nighon.
O assalto relâmpago de Tarnum força Mutare para trás, mas agora ela concentra todas as suas forças contra ele. Valita é capturada por Kurbon, mas eventualmente Tarnum a liberta e mata Kurbon. Após a vitória de Tarnum na fronteira, Mutare é forçado a recuar ainda mais em Nighon e começa a traçar a morte por uma emboscada. No entanto, ela é logo morta por um desconhecido. Tarnum é chamado novamente pelos ancestrais, mas ele vai sempre lembrar do tempo que passou em AvLee como o momento mais feliz de sua vida.

### The Sword of Frost
Em The Sword of Frost uma sequência direta da Clash of the Dragons, Gelu, portador da Armageddon's Blade, estabelece para destruir a Sword of Frost. Tarnum, depois de ter ouvido falar de uma antiga profecia que o encontro das duas espadas causaria o fim do mundo, Tarnum tenta parar Gelu. Com o recente caos após a morte da rainha Mutare de Nighon, Tarnum é capaz de assumir o controle sobre as criaturas das profundezas de Nighon que são os únicos que desejam combater Gelu, tornando-se um Overlord. No entanto, por comandar essas criaturas brutais, Tarnum paira a escuridão.
A Sword of Frost está localizada nas terras ao norte dos elfos de Vori. Gelu é meio-Vori, então os elfos lutam contra Tarnum. Além disso, os próprios soldados Tarnum são propícios a conflitos internos. Depois de ser atingido por uma flecha envenenada por uma medusa, Tarnum nomeia seus salvadores os Beholders Neez, Zarm e Kilkik como seus seguranças e assessores. Eles tentam se vingar contra as medusas, mas Zarm morre no processo.
Kija, a terceira esposa do rei Kilgor, também persegue Gelu para a Sword of Frost. Ela planeja roubá-lo e dar a espada ao marido, para que seu filho seja nomeado herdeiro de Krewlod. Tarnum não consegue convencer Kija ou Gelu a renunciarem sua busca, assim ele decide ganhar uma vantagem adicionando os Azure Dragons em seu exército.
Para aprender mais sobre a Sword of Frost, Tarnum captura o amigo e capitão de Gelu, o anão Ufretin. Enquanto ele faz isso, ele substitui seu guarda-costas restante Kilkik, com Trongar, o minotauro e a medusa Zallisa. Tarnum convence Ufretin compreendê-lo antes de permitir que o anão retorne à Gelu. Ufretin consegue tempo suficiente para Tarnum capturar Kija e aniquilar seu exército. No entanto, logo Gelu continua a sua marcha em direção a cidade de Volee (onde está a espada).
Quando finalmente Tarnum alcança Gelu em Volee, ele descobre que a Sword of Frost já foi tomada por Kija, que escapou de sua prisão algumas semanas antes. Na cena final do Heroes Chronicles, Tarnum reza aos ancestrais "Por favor, não deixe minha compaixão destruir o mundo!" Conforme Heroes IV começa, é revelado que logo após os acontecimentos de The Sword of Frost, Gelu luta com Kilgor para a obter a Sword of Frost. Quando as duas lâminas se encontram em batalha, eles causam uma explosão que destrói o mundo. Muitos dos moradores do planeta, no entanto, escapar através de milhares de portais misteriosos levando a um novo mundo, Axeoth. Esse evento torna-se conhecido como The Reckoning, que leva em Heroes of Might and Magic IV.

### Continuação em Heroes IV
A história de Tarnum foi continuada (e concluída) na campanha de Heroes IV em que ele continua cuidando de seu filho adotivo, Waerjak que aspira a unir o seu povo disperso e se tornar o novo Rei Bárbaro. A campanha faz referência a algumas das aventuras passadas Tarnum, e Tarnum é realmente morto por um guerreiro chamado  Vogel Backbreaker. Ele não volta para Axeoth imediatamente, assim que entra na Sala do Julgamento para ser julgado pelos ancestrais, pela segunda e última vez.
No meio da aparente morte do pai adotivo, Waerjak continua a unir as tribos em uma comunidade, seguindo o conselho Tarnum. Eventualmente, ele vai ao lar de Vogel e o mata como vingança. Waerjak então percebe que a morte de Vogel, não vai trazer Tarnum de volta - até Tarnum emergir das profundezas da caverna. Ele finalmente revela sua imortalidade e da natureza do seu retorno, Waerjak atordoado, ao ouvir as "Crônicas" de sua longa vida. Os ancestrais tinham decidido finalmente deixá-lo entrar no paraíso, mas Tarnum recusou a oferta, preferindo permanecer como um protetor dos mortais que convive há tanto tempo. Com a queda da 3DO e demolição da Ubisoft na história dos jogos antigos, esta é a conclusão do último Heroes Chronicles.